# Carson City
Pour les articles homonymes, voir Carson City (homonymie).
La ville de Carson City est la capitale de l’État américain du Nevada avec le statut de ville indépendante. Sa population s’élevait à 58 639 habitants lors du recensement de 2020.

## Géographie
Carson City se trouve à environ 15 km des rives orientales du lac Tahoe, le plus grand lac alpin d'Amérique du Nord, qui marque la frontière entre la Californie et le Nevada.

## Histoire
Les premiers Européens arrivent dans l'Eagle Valley (en) vers 1843. La rivière Carson qui coule à travers la vallée a été nommé ainsi en l’honneur de l'explorateur Kit Carson. Avant les Amérindiens Washoes habitaient la vallée et ses environs. Les colons nommèrent cette zone « Washoe », en référence à cette tribu.
Comme beaucoup de villes du Nevada, Carson City a été fondée en 1858 pour accompagner le développement de l’industrie minière (de l’argent dans ce cas). La ville a été baptisée en l’honneur de l’explorateur Kit Carson.
Proche de la ville de Reno, située à une cinquantaine de kilomètres au nord, la population augmente après la construction de la Central Pacific. Le bâtiment fédéral est achevé en 1890. Puis la population tombe à 1 500 personnes en 1930. Carson City devient alors la plus petite capitale d'un État américain. La ville a grandi lentement après la Seconde Guerre mondiale pour atteindre dans les années 1960 le niveau de population qu'elle avait vers 1880.

## Démographie
| Groupe            | Carson City | Nevada | États-Unis |
| ----------------- | ----------- | ------ | ---------- |
| Blancs            | 81,1        | 66,2   | 72,4       |
| Autres            | 9,4         | 12,0   | 6,2        |
| Métis             | 2,9         | 4,7    | 2,9        |
| Amérindiens       | 2,4         | 1,2    | 0,9        |
| Asiatiques        | 2,1         | 7,2    | 4,8        |
| Afro-Américains   | 1,9         | 8,1    | 12,6       |
| Océaniens         | 0,2         | 0,6    | 0,2        |
| Total             | 100         | 100    | 100        |
| Latino-Américains | 21,3        | 26,5   | 16,7       |

Selon l’American Community Survey, en 2010, 82,31 % de la population âgée de plus de 5 ans déclare parler l'anglais à la maison, 14,12 % l'espagnol, 0,61 % le français et 2,86 % une autre langue.

## Transports

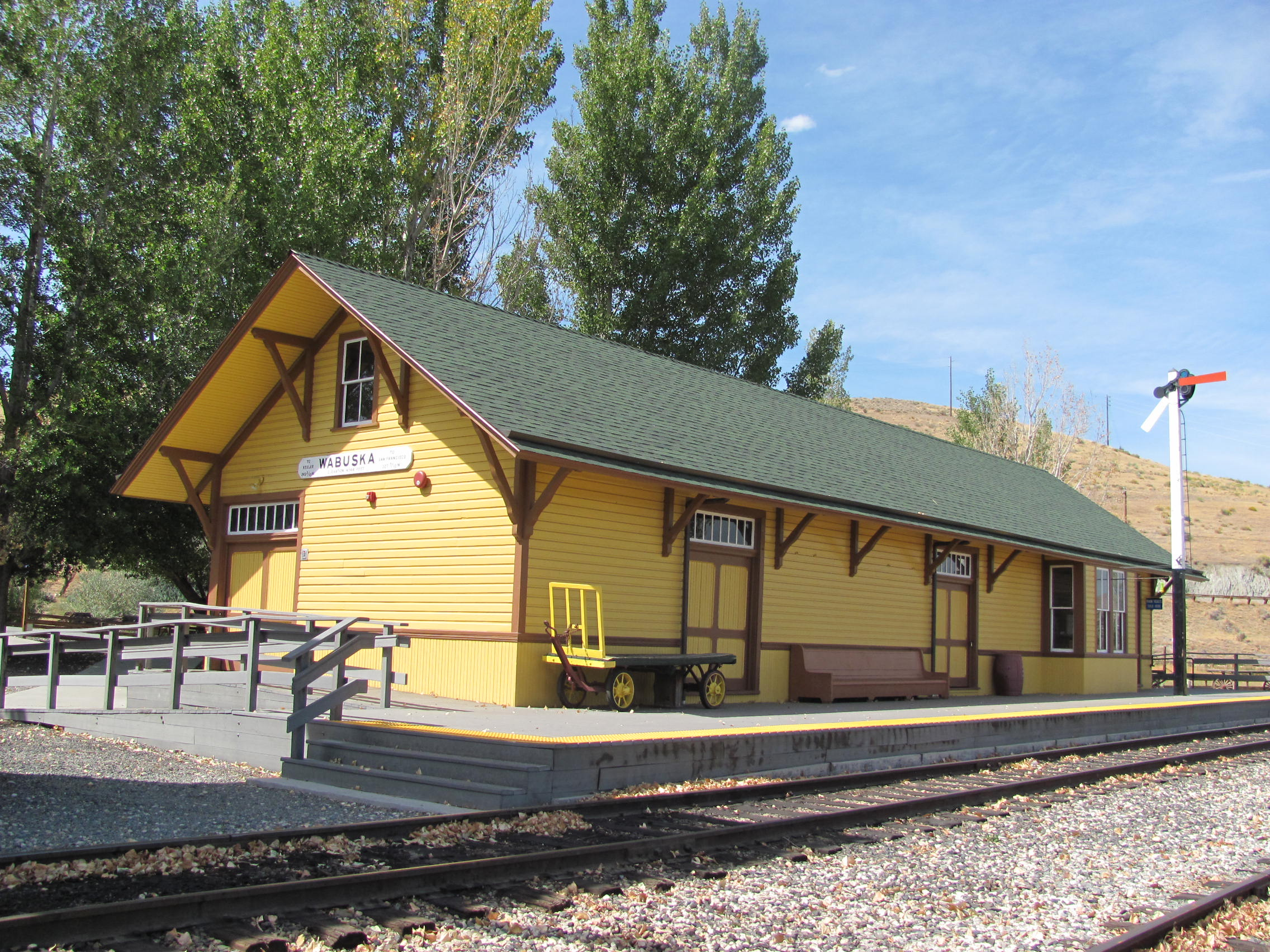
L'ancienne gare de Wabuska au Nevada State Railroad Museum.

L'ancienne gare de Wabuska a été déplacée dans la ville en 1983, donnée par la Southern Pacific au Nevada State Railroad Museum (en) où elle a été réinstallée.
Deux routes importantes permettent de rejoindre la ville, la U.S. Route 395 (nord-sud) et la U.S. Route 50 (est-ouest). L'Interstate 580, aussi connue sous le nom de Carson City Freeway, est en construction à l'heure actuelle. Elle reliera la ville à Reno. L'organisme Regional Transportation System of Washoe County (RTC) gère le réseau de transport entre Reno et Carson City. Le 3 octobre 2005, le bus de la ville, Jump Around Carson (JAC), a été ouvert au public.
Carson City possède un aéroport, le Carson Airport (code AITA : CSN).

## Musées
La ville comprend plusieurs musées, parmi lesquels :
- Le Capitole de l'État du Nevada ;
- Le Nevada State Railroad Museum (en) ;
- La Stewart Indian School (en).